# Pseudepitettix nigritibis
Pseudepitettix nigritibis är en insektsart som beskrevs av Zheng, Z. och G. Jiang 2000. Pseudepitettix nigritibis ingår i släktet Pseudepitettix och familjen torngräshoppor. Inga underarter finns listade i Catalogue of Life.